# 聖騎士団ソル
聖騎士団ソル（せいきしだんソル、Order-Sol）は、2D対戦格闘ゲーム「GUILTY GEARシリーズ」に登場する架空の人物。
担当声優は石渡太輔（GUILTY GEAR XX SLASH）、中田譲治（GUILTY GEAR XX Λ CORE PLUS）。

## 設定
基本的な人物像やその詳細は、同一人物であるソル・バッドガイを参照。
- ソルが聖騎士団に属していた時（A.D.2172頃）の姿。封炎剣を強奪する前の状態なので、封炎剣の代わりに鉄塊を繋ぎ合わせて拵えた鉈の様な大剣「ジャンクヤードドッグ[1]」を所持している。
  - 巨大な鉄塊を武器とする設定は一対多の構想から来ている。聖戦時代には大勢のギアに囲まれる事が多かったので、纏めて相手を仕留められる広範域の攻撃が便利であった為。聖騎士団時代のソルは固有の武器を所持しておらず、戦場で調達した物品を使った自作の武器を用いていた[2]。
- 聖騎士団に所属していた理由は、彼にとってその組織がギアの情報を手っ取り早く入手できる環境であった事から。しかし、聖騎士団の規則やそこでの生活があまりに息苦しく厳格なものであったのと、戦いなどの行動において自由な遣り方を通す自身の居場所に相応しくないという思いから馴染むことが出来ず、最終的に聖騎士団を抜け出した。
  - カイとは、自身に入団を勧めたクリフの顔を立ててその当時から上手くやろうと努力していたが、互いの意識の違いから反りが合わず諦めてしまった[3]。
- 『GGXX SLASH』のアーケードモードでイノ戦後に登場するのは、イノと闘った事により時間軸に狂いが生じプレイヤーキャラクターが一時的にA.D.2172に飛んだ為である。『ΛC』では隠しボス扱いとなっている。

## ストーリー
既存の生命体にGEAR細胞を植え付け強化する生態系強化計画により強化されたGEARのプロトタイプ。2172年にクリフ=アンダーソンのスカウトにより聖騎士団に入団するが、後に「封炎剣」を強奪し、「聖騎士団」を脱走する。

## ゲーム中での性能
特徴
インファイトを得意とし、全体的に技のリーチは短い。
他のキャラクターと比べてローリスクな行動に乏しく、その行動には常に大なり小なりのリスクが付きまとう。そのため現在の状況を逐一把握する必要があり、プレイヤーへの依存度が高いキャラクター。
『SLASH』では弱点が目立ち、下位クラスの性能。『ΛC』ではチャージシステムの変更、ファフニールなどリターンの大きい必殺技の追加により強化された。
『SLASH』でのCOM専用仕様の聖騎士団ソルはレベルゲージ・テンションゲージが自動で増加する。更に専用パワーアップ技フレイムディストーションを使って画面狭しと暴れまわる。
『ΛC』では隠し最終ボスとして登場。前作よりもこちらの動きに対して的確に反応するようになり、攻略難易度は非常に高い。
EXモードでは『GG』のソルを再現して作られている。
GOLDモードではチャージゲージが自動回復し、フレイムディストーションが使用できる。またドラゴンインストール:殺界の1HIT目がヒットすれば、追加入力無しで自動的に乱舞が継続される。
専用システム：チャージシステム(SLASH～)
最低0％、最高299％。必殺技のチャージ・アクションチャージをすることで溜まり、100％ごとに必殺技が強化される（最高LV3）。また必殺技・覚醒必殺技を使うとLV2で100％、LV3で200％分消費する。たとえLVが高くても異なるLVの必殺技を放つ事はできない（LV3の状態でLV1やLV2の必殺技を使うことは出来ない）。『SLASH』では必殺技を使うと即座にLV1に戻る仕様であった。
『ΛC』では必殺技の発動後、時間経過でゲージが徐々に減っていくように、ゲージ減少時はそのゲージの現在位置に応じた必殺技が使えるように変更された。また、Dボタンをホールドするか同時押しして必殺技のコマンドを入力することで現在のLVに関わらずLV1の必殺技を使えるようになった。

## 技の解説

### 必殺技
チャージ [SLASH~](⇒チャージバースト)
チャージゲージを溜める。『SLASH』ではタイミングよくボタンを連打すると足元から炎が出てたまる速度が速くなる。各種通常技をキャンセルして出すことはできない。
『ΛC』では上昇速度が時間経過でのみ増加し、各種通常技をキャンセルして出すことができる。動作終了後の隙が『SLASH』と比較して小さい。
チャージバースト [SLASH~]
爆炎を放ち、相手を吹き飛ばす。長い無敵時間を持つものの隙が大きい。

ブロックヘッドバスター [SLASH~](⇒アクションチャージ) (FRC)
突き出した剣の柄から炎を出す技。LVに応じて『SLASH』では炎が伸びてゆき、『ΛC』では大きな爆炎を発生させる。『ΛCORE PLUS R』では大きな爆炎を発生させることに変わりは無いが、LV2では相手を吹き飛ばすことが出来るといった仕様に変更。LV3では大きな爆炎を複数回発生させる。
ロックイット [SLASH~／EX](⇒アクションチャージ)
突進しながら炎を纏ったストレートを叩き込む。LV2で剣を大きく振り下ろし、LV3で火柱の立つアッパーカットが加わる。
主にLV1を牽制、LV2以降は追撃可能なことから連続技に使用される。
ガンブレイズ [SLASH~](⇒アクションチャージ) (FRC)
低姿勢で滑り込み、地面から火柱を噴き上げる技。相手をすり抜けて移動することが出来る。
レベルが上がると火柱の数が増える。
製作スタッフの遊び心で作られた、初代『GG』でのソルの一撃必殺技「オールガンズブレイジング」をモチーフとした技である。
シュトルムヴァイパー [SLASH~](⇒アクションチャージ) (空中可)
オーバーヘッドキックのような炎を纏った蹴りを決める技。LVが上がるごとに攻撃が追加される。
LV2は蹴りの後に炎を纏った大剣でさらに斬り上げ、LV3はさらにその後地面に叩きつける蹴りを打ち下ろす。空中では2段目が空中ガード不能で、相手のガードを崩せる。
バンディットリヴォルヴァープロトタイプ [SLASH~](⇒アクションチャージ) (空中可／FRC)
小さくジャンプし、大きく振りかぶって剣で斬り付ける技。動作後、LV2なら炎を纏ったカカト落としで相手をダウンさせ、LV3なら爆炎を纏ったソルのジャンプDと同じモーションで相手を吹き飛ばす。
アクションチャージ [SLASH~] (FRC)
特定の必殺技の後にDボタンを押す事で派生し、チャージゲージを80％上げる事ができる。

ガンフレイム [EX](FRC)
地面を進む炎を放つ。至近距離で当てると2段ヒットする。
ヴォルカニックヴァイパー [EX] (空中可)(FRC)
地面に剣を突き刺し、抜いた反動を利用して空中に飛び上がりつつ攻撃する技。

バンディットリヴォルヴァー [EX] (空中可)
飛び上がりながら膝蹴りからカカト落しを繰り出す技。
ライオットスタンプ [EX](FRC)
一旦背後に下がり、壁を蹴った反動を利用して飛び蹴りを行う突進技。

### フォースブレイク
ファフニール [ΛC]
炎を纏った大剣を前方に振り下ろす技。攻撃発生が早く、リーチが非常に長いことを利用して連続技や奇襲に使われる。通常技からキャンセルで出せない。『ΛC PLUS』のEX版では通常技からキャンセルで出せるようになった。
ヴォルカニック・ヴァイパー[ΛC PLUS][EX](FRC)
『ΛC PLUS』のEX版で追加された技。モーションがソルのドラゴンインストール版ヴォルカニック・ヴァイパーと同じ。
ガンフレイム[ΛC PLUS][EX]
『ΛC PLUS』のEX版で追加された技。モーションがLV1のサーベイジファングと同じ。この技でKOすると、覚醒必殺技でKOした際の演出が入る。

### 覚醒必殺技
サーベイジファング [SLASH~]
大きな火柱を立て、相手を吹き飛ばす。LVが上がるごとに判定とダメージが大きくなる。
LV2のみ、暗転後にガードしても間に合わない特徴を持つ。
タイランレイブ ver.Ω（オメガ） [SLASH~]
炎を纏った大振りのパンチを放つ技。レベルが上がるごとに発生が早くなり、ダメージが大きくなっていく。
LV2で逆の手でのストレート、LV3で初代『ギルティギア』でのタイランレイヴ（アクションとモーションは『GGX』からの流用）が追加される。
ドラゴンインストール：殺界 [SLASH~,EX]
衝撃波を発生させた後に、連続して打撃を叩き込む乱舞技。テンションゲージがMAXで、かつチャージレベルがLV3でないと発動できない。
最後のタイランレイブがヒットした際に相手の体力が一定値以下だと、ギア本来の力を解放した状態でナパームデスを叩き込む（この時、一撃必殺技の演出に切り替わる）。この技で相手をK.O.した場合、鉢金が壊れてうずくまる専用の勝利ポーズとなる。
『SLASH』では上記の条件の下、コマンド入力が難しい上に通常技をキャンセルして出せない。
『ΛC』ではコマンド入力が簡易化、通常技をキャンセルして出せるようになった。
タイランレイブ [EX]
技自体の性質は違うが、フォームなどが初代『ギルティギア』でのタイランレイヴを模したものとなっている。

### 一撃必殺技
オールガンズブレイジング [EX]
初代『GG』でのソルの一撃必殺技を再現したもの。膝蹴りが当たると相手の脇を滑り抜け、巨大な火柱で相手を焼き尽くす。

### CPU版専用覚醒必殺技
フレイムディストーション
一定時間、テンションゲージとチャージゲージを自動的にMAXに固定し、移動スピードが大幅に上昇するパワーアップ技。アーケード版ではさらに体力まで回復する。ダウンしても効果は解除されない。

## ステージ
- AD2172 [SLASH～]

## テーマミュージック
- Get Down To Business [SLASH～]
- Keep the Flag Flying[ΛC／対カイ]

## その他
- 石渡太輔の要望もあり、当初は誰にでも使いやすいキャラクターにする予定だったが、他のスタッフらの「扱いやすいキャラなら、ソルがいるじゃないか」という意見で現在の形に落ち着いた。当初の予定では家庭用のソルのEXキャラクターとして出す予定だったようである。